# MacBook (Retina)
Il MacBook (chiamato anche MacBook da 12 pollici, MacBook Retina e nuovo MacBook) è un computer portatile Macintosh prodotto da Apple Inc., collocato come prodotto intermedio tra il MacBook Air e il MacBook Pro nella gamma di laptop Apple.
È stato introdotto nel marzo 2015, risultando il computer più sottile della famiglia MacBook. È dotato di un display Retina, una tastiera con tasti a farfalla con una corsa ridotta ed è privo di ventole. Ha una sola porta USB-C, utilizzata sia per l'alimentazione che per i dati, oltre a un connettore Jack da 3,5 mm. È stato aggiornato nel 2017 e la sua produzione si è interrotta nel luglio 2019 dopo l'uscita del nuovo MacBook Air.

## Contesto
Il MacBook è stato presentato in un evento dedicato il 9 marzo 2015 ed è stato commercializzato il successivo 10 aprile. Utilizzava i processori Intel Broadwell Core M con un TDP di circa 4,5 W per consentire un design senza ventole e una scheda madre molto più piccola rispetto ai precedenti MacBook. È simile al MacBook Air ma più sottile e leggero, dispone di più memoria e monta un display Retina con una risoluzione più elevata, anche se garantisce prestazioni inferiori. A differenza degli altri modelli è stato proposto in tre colorazioni; grigio siderale, argento e oro.

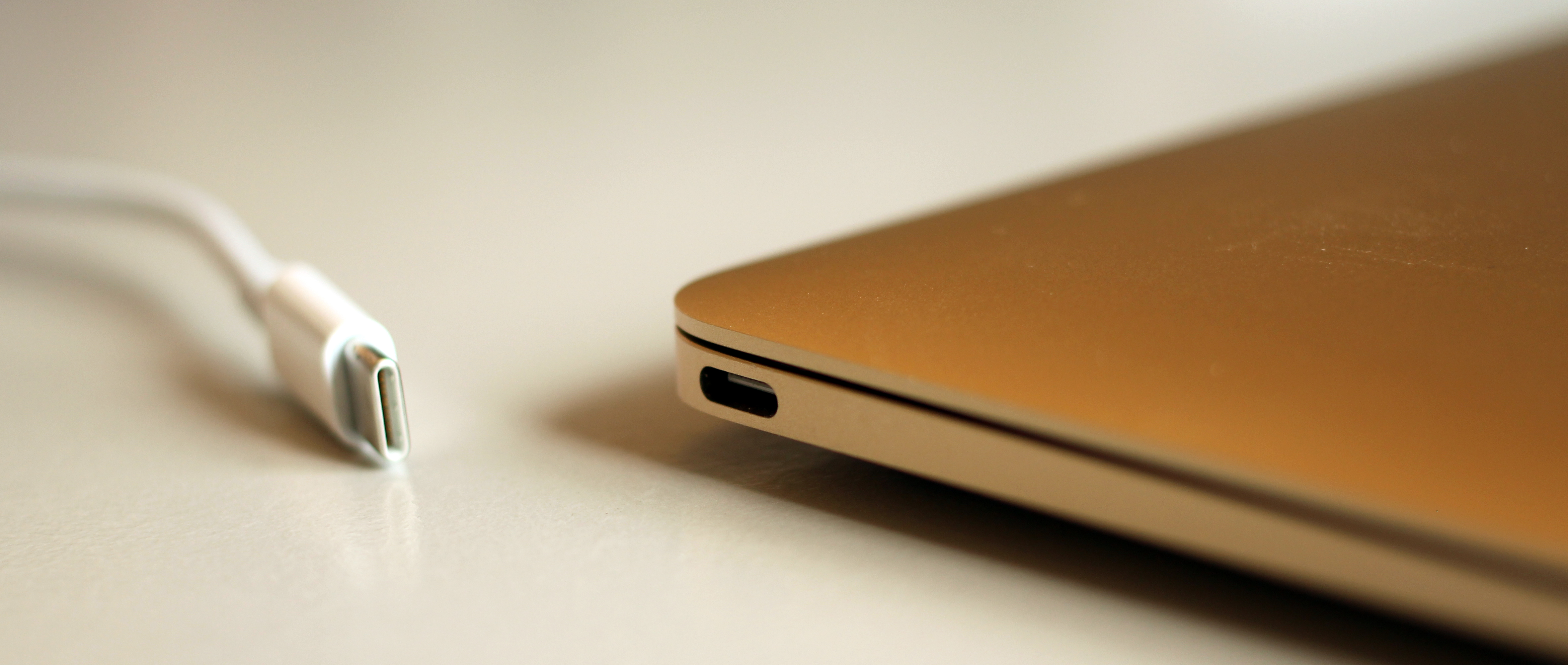
USB-C su un MacBook

Ha solo due porte: un connettore Jack da 3,5 mm e una porta USB-C, quest'ultima utilizzata sia per la ricarica che per lo scambio di dati, con una velocità di trasmissione fino a 5 Gb/s. È stato il primo Mac privo del MagSafe e ha segnato l'abbandono delle USB Type-A: Apple ha infatti commercializzato assieme al computer un adattatore per queste ultime e un hub USB dotato anche di una porta HDMI, prodotti successivamente anche da aziende di terze parti. È uno dei pochi computer di Apple, assieme al Mac Pro del 2012, a non supportare l'interfaccia Thunderbolt.
Malgrado le sue dimensioni ridotte è dotato di una tastiera di dimensioni standard e di un ampio trackpad. La tastiera presenta dei tasti con un nuovo meccanismo, non più a forbice ma a farfalla: questo ha consentito di ridurne lo spessore e di renderli più stabili. Sono state apportate delle modifiche anche alla retroilluminazione della tastiera, non più garantita da una striscia di LED ma da dei singoli diodi luminosi sotto ciascun tasto. Viene poi introdotto il Force Touch, che rileva la forza con la quale viene premuto restituendo una vibrazione: la tecnologia viene poi implementata anche Magic Trackpad 2 e sul MacBook Pro del 2015, nonché sull'Apple Watch e sull'iPhone 6s sotto il nome di 3D Touch.
La scocca di alluminio è spessa 13,1 mm nel suo punto più spesso, vicino alla cerniera. La batteria è stata progettata su misura per riempire tutto lo spazio possibile. Utilizza una nuova cella della accumulatore litio-polimero da 39,7 wattora pubblicizzata per fornire una durata della batteria "tutto il giorno". Apple ha affermato nove ore di navigazione in Internet o dieci ore di riproduzione di film su iTunes. La batteria è stata migliorata nell'aggiornamento del 2016, con Apple che ha richiesto dieci ore per la navigazione in Internet e undici ore per la riproduzione di film su iTunes. Il MacBook è realizzato privo di berillio, BFR e PVC, il suo vetro è poi esente dall'arsenico. È realizzato in materiali riciclabili come l'alluminio e il vetro, soddisfa gli standard Energy Star 6.1 ed è stato classificato EPEAT Oro.
Il 19 aprile 2016, Apple ha aggiornato il MacBook con processori Skylake Core M, grafica Intel HD 515, memoria più veloce, durata della batteria migliorata, spazio di archiviazione più veloce e aggiungendo una nuova colorazione chiamata oro rosa, già vista su iPhone 6s e iPhone SE.
Il 5 giugno 2017 Apple ha aggiornato il MacBook con i processori della famiglia Kaby Lake m3, i5 e i7 (precedentemente noti come m3, m5 e m7). Il meccanismo della tastiera è stato migliorato, introducendo nuovi simboli per i tasti di controllo e di opzione. Il disco rigido è la RAM sono poi più veloci del modello precedente. Il 30 ottobre 2018 è terminata la produzione del colore oro rosa, mentre quella oro è stata modificata e adeguata a quella del MacBook Air 2018.
Il 9 luglio 2019 è stata interrotta la produzione. Il 7 giugno 2021, con l'uscita di macOS Monterey, è stato interotto il supporto al MacBook di inizio 2015. Il modello di inizio 2016 non può invece eseguire macOS Ventura, pubblicato il 6 giugno 2022. Nessuno è invece compatibile con la successiva versione macOS Sonoma, compreso il modello del 2017.

## Design

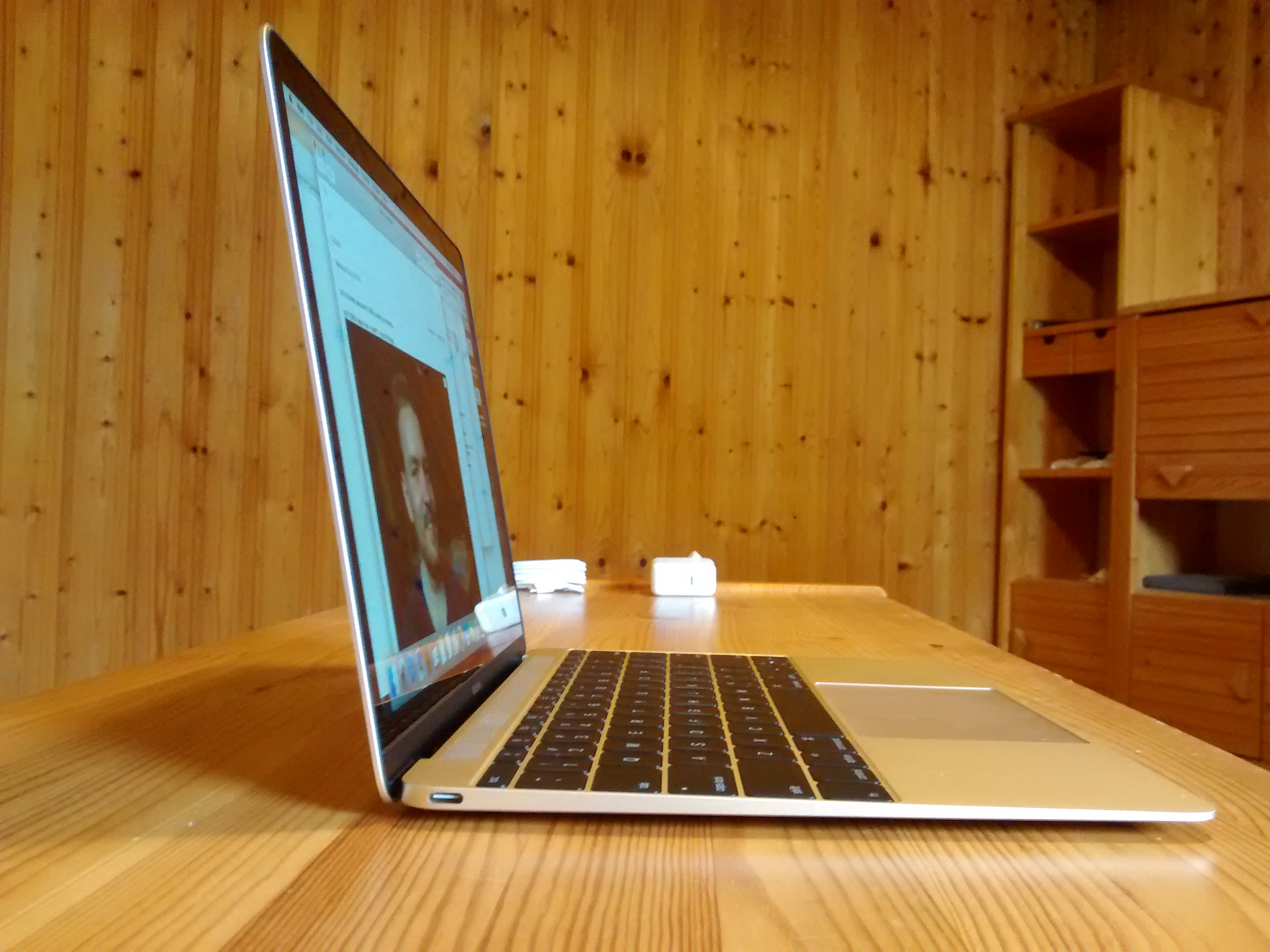
Vista laterale di un MacBook

Esternamente è simile ad un MacBook Air, presentando un case affusolato in alluminio, mentre lo schermo a filo con cornici nere lo rende più simile al MacBook Pro. A differenza di tutti i precedenti portatili di Apple ad esclusione del PowerBook G3 del 1999 e dell'iBook del 2001, il logo Apple sul retro non è retroilluminato. È il notebook più sottile e leggero che Apple abbia mai prodotto, con 1,3 centimetri (0,52 in) di spessore e 0,92 chilogrammi (2,03 lb) di peso.
Le lettere sui tasti e il nome del modello nella parte inferiore della cornice dello schermo sono scritti con il carattere San Francisco, mentre sui modelli precedenti erano utilizzati rispettivamente VAG Rounded e Myriad.
L'introduzione della colorazione oro del MacBook è stata interpretata come un tentativo di Apple di identificarsi come marchio di lusso. Apple aveva già fatto un tentativo con l'iPhone 5s, introducendo la colorazione oro dopo aver appreso che questo colore veniva associato al lusso dalla clientela cinese.

## Accoglienza
Il MacBook è stato recensito in maniera contrastante: alcuni lo hanno considerato un valido sostituto del MacBook Air, che tuttavia Apple ha continuato a vendere ma ad un prezzo notevolmente più basso. Altri ne hanno sconsigliato l'acquisto in attesa che il suo progetto evolvesse e diventasse più maturo. È stato criticato prevalentemente per le prestazioni insufficienti e notevolmente inferiori rispetto non solo al MacBook Pro, ma anche allo stesso Air. Non è poi stata accolta positivamente l'assenza di porte USB Type-A, rendendo il computer poco adatto ad un utilizzo in assenza di adattatori.
La nuova tastiera è stata particolarmente disprezzata a causa della sua fragilità: spesso i tasti smettevano di funzionare per il depositarsi della polvere sotto i tasti, con un costo stimato per la riparazione di oltre 700 dollari. Nel maggio 2018 sono anche state avviate azioni legali nei confronti di Apple per non aver messo al corrente i clienti della problematica, la stessa ha risposta nel giugno 2018 offrendo la sostituzione gratuita delle tastiere sui portati afflitti dal problema.

## Specifiche tecniche
| Modello           | Modello                                     | Inizio 2015 | Inizio 2015 | Inizio 2016 | Inizio 2016 | 2017 | 2017 |                                                           |
| ----------------- | ------------------------------------------- | --- | --- | --- | --- | --- | --- | --------------------------------------------------------- |
| Timeline          | Annuncio                                    | 9 marzo 2015 | 9 marzo 2015 | 19 aprile 2016 | 19 aprile 2016 | 5 giugno 2017 | 5 giugno 2017 |                                                           |
| Timeline          | Inizio vendita                              | 10 aprile 2015 | 10 aprile 2015 | 19 aprile 2016 | 19 aprile 2016 | 6 giugno 2017 | 6 giugno 2017 |                                                           |
| Timeline          | Fine vendita                                | 19 aprile 2016 | 19 aprile 2016 | 5 giugno 2017 | 5 giugno 2017 | 9 luglio 2019 | 9 luglio 2019 |                                                           |
| Timeline          | Fine supporto                               | 26 settembre 2023 | 26 settembre 2023 | solo aggiornamenti di sicurezza | solo aggiornamenti di sicurezza | solo aggiornamenti di sicurezza | solo aggiornamenti di sicurezza |                                                           |
| Timeline          | Vintage                                     | 30 giugno 2021 | 30 giugno 2021 | 31 luglio 2022 | 31 luglio 2022 | non vintage | non vintage |                                                           |
| Timeline          | Obsoleto                                    | 30 giugno 2023 | 30 giugno 2023 | non obsoleto | non obsoleto | non obsoleto | non obsoleto |                                                           |
| Produzione        | ID modello                                  | MacBook8,1 | MacBook8,1 | MacBook9,1 | MacBook9,1 | MacBook10,1 | MacBook10,1 |                                                           |
| Produzione        | Numero modello                              | A1534, EMC 2746 | A1534, EMC 2746 | A1534, EMC 2991 | A1534, EMC 2991 | A1534, EMC 3099 | A1534, EMC 3099 |                                                           |
| Produzione        | Numero ordine                               | MJY32 (Grigio siderale) MF855 (Argento) MK4M2 (Oro) | MJY42 (Grigio siderale) MF865 (Argento) MK4N2 (Oro) | MLH72 (Grigio siderale) MLHA2 (Argento) MLHE2 (Oro) MMGL2 (Oro rosa)                                                                                                   | MLH82 (Grigio siderale) MLHC2 (Argento) MLHF2 (Oro) MMGM2 (Oro rosa)                                                                                                   | MNYF2 (Grigio siderale) MNYH2 (Argento) MNYK2 (Oro) MNYM2 (Oro rosa) | MNYG2 (Grigio siderale) MNYJ2 (Argento) MNYL2 (Oro) MNYN2 (Oro rosa)                                                                                                   |                                                           |
| Schermo           | Schermo                                     | Display Retina 16:10 da 12" con risoluzione 2304 × 1440 a 226 ppi e 16 milioni di colori (risoluzioni supportate: 2880 × 1800, 2560 × 1600 (predefinita), 2048 × 1280) | Display Retina 16:10 da 12" con risoluzione 2304 × 1440 a 226 ppi e 16 milioni di colori (risoluzioni supportate: 2880 × 1800, 2560 × 1600 (predefinita), 2048 × 1280) | Display Retina 16:10 da 12" con risoluzione 2304 × 1440 a 226 ppi e 16 milioni di colori (risoluzioni supportate: 2880 × 1800, 2560 × 1600 (predefinita), 2048 × 1280) | Display Retina 16:10 da 12" con risoluzione 2304 × 1440 a 226 ppi e 16 milioni di colori (risoluzioni supportate: 2880 × 1800, 2560 × 1600 (predefinita), 2048 × 1280) | Display Retina 16:10 da 12" con risoluzione 2304 × 1440 a 226 ppi e 16 milioni di colori (risoluzioni supportate: 2880 × 1800, 2560 × 1600 (predefinita), 2048 × 1280)                   | Display Retina 16:10 da 12" con risoluzione 2304 × 1440 a 226 ppi e 16 milioni di colori (risoluzioni supportate: 2880 × 1800, 2560 × 1600 (predefinita), 2048 × 1280) |                                                           |
| Video camera      | Video camera                                | iSight (480p) | iSight (480p) | iSight (480p) | iSight (480p) | iSight (480p) | iSight (480p) |                                                           |
| Performance       | CPU                                         | Intel Core M-5Y31 Broadwell 2-core da 1,1 GHz (con Turbo Boost fino a 2,4 GHz)                                                                                         | Intel Core M-5Y51 Broadwell 2-core da 1,2 GHz (con Turbo Boost fino a 2,6 GHz)                                                                                         | Intel Core M3-6Y30 Skylake 2-core da 1,2 GHz (cTDP Up mode, con Turbo Boost fino a 2,2 GHz)                                                                            | Intel Core M5-6Y54 Skylake 2-core da 1,2 GHz (cTDP Up mode, con Turbo Boost fino a 2,7 GHz)                                                                            | Intel Core M3-7Y32 Kaby Lake 2-core da 1,2 GHz (con Turbo Boost fino a 3,0 GHz) | Intel Core i5-7Y54 Kaby Lake 2-core da 1,3 GHz (con Turbo Boost fino a 3,2 GHz)                                                                                        |                                                           |
| Performance       | CPU                                         | configurabile con Intel Core M-5Y71 Broadwell 2-core da 1,3 GHz (con Turbo Boost fino a 2,9 GHz)                                                                       | configurabile con Intel Core M-5Y71 Broadwell 2-core da 1,3 GHz (con Turbo Boost fino a 2,9 GHz)                                                                       | configurabile con Intel Core M7-6Y75 Skylake 2-core da 1,3 GHz (cTDP Up mode, con Turbo Boost fino a 3,1 GHz)                                                          | configurabile con Intel Core M7-6Y75 Skylake 2-core da 1,3 GHz (cTDP Up mode, con Turbo Boost fino a 3,1 GHz)                                                          | configurabile con Intel Core i5-7Y54 Kaby Lake 2-core da 1,3 GHz (con Turbo Boost fino a 3.2 GHz) oppure Intel Core i7-7Y75 Kaby Lake 2-core da 1,4 GHz (con Turbo Boost fino a 3,6 GHz) | configurabile con Intel Core i7-7Y75 Kaby Lake 2-core da 1,4 GHz (con Turbo Boost fino a 3,6 GHz)                                                                      |                                                           |
| Performance       | Cache L3                                    | 4 MB | 4 MB | 4 MB | 4 MB | 4 MB | 4 MB |                                                           |
| Performance       | Bus di sistema                              | N.D. | N.D. | 4 GT/s OPI (lunghezza di banda massima teorica di 4 GB/s) | 4 GT/s OPI (lunghezza di banda massima teorica di 4 GB/s) | 4 GT/s OPI (lunghezza di banda massima teorica di 4 GB/s) | 4 GT/s OPI (lunghezza di banda massima teorica di 4 GB/s) | 4 GT/s OPI (lunghezza di banda massima teorica di 4 GB/s) |
| Performance       | RAM                                         | SDRAM LPDDR3 da 8 GB a 1600 MHz | SDRAM LPDDR3 da 8 GB a 1600 MHz | SDRAM LPDDR3 da 8 GB a 1866 MHz | SDRAM LPDDR3 da 8 GB a 1866 MHz | SDRAM LPDDR3 da 8 GB a 1866 MHz configurabile con 16 GB | SDRAM LPDDR3 da 8 GB a 1866 MHz configurabile con 16 GB |                                                           |
| Performance       | GPU                                         | Intel HD Graphics 5300 con SDRAM LPDDR3 condivisa con la memoria principale                                                                                            | Intel HD Graphics 5300 con SDRAM LPDDR3 condivisa con la memoria principale                                                                                            | Intel HD Graphics 515 con SDRAM LPDDR3 condivisa con la memoria principale                                                                                             | Intel HD Graphics 515 con SDRAM LPDDR3 condivisa con la memoria principale                                                                                             | Intel HD Graphics 615 con SDRAM LPDDR3 condivisa con la memoria principale | Intel HD Graphics 615 con SDRAM LPDDR3 condivisa con la memoria principale                                                                                             |                                                           |
| Performance       | SSD                                         | NVMe/PCIe 2.0 ×4 da 256 GB a 5 GT/s | NVMe/PCIe 2.0 ×4 da 512 GB a 5 GT/s | NVMe/PCIe 3.0 ×2 da 256 GB a 8 GT/s | NVMe/PCIe 3.0 ×2 da 512 GB a 8 GT/s | NVMe da 256 GB | NVMe da 512 GB |                                                           |
| I/O               | Wi-Fi                                       | 802.11a/b/g/n/ac (a 2,4 e 5 GHz, fino a 1,3 Gb/s) | 802.11a/b/g/n/ac (a 2,4 e 5 GHz, fino a 1,3 Gb/s) | 802.11a/b/g/n/ac (a 2,4 e 5 GHz, fino a 1,3 Gb/s) | 802.11a/b/g/n/ac (a 2,4 e 5 GHz, fino a 1,3 Gb/s) | 802.11a/b/g/n/ac (a 2,4 e 5 GHz, fino a 1,3 Gb/s) | 802.11a/b/g/n/ac (a 2,4 e 5 GHz, fino a 1,3 Gb/s) |                                                           |
| I/O               | Bluetooth                                   | 4.0 | 4.0 | 4.0 | 4.0 | 4.2 | 4.2 |                                                           |
| I/O               | USB                                         | USB 3.1 di prima generazione tramite USB-C, fino a 5 Gb/s | USB 3.1 di prima generazione tramite USB-C, fino a 5 Gb/s | USB 3.1 di prima generazione tramite USB-C, fino a 5 Gb/s | USB 3.1 di prima generazione tramite USB-C, fino a 5 Gb/s | USB 3.1 di prima generazione tramite USB-C, fino a 5 Gb/s | USB 3.1 di prima generazione tramite USB-C, fino a 5 Gb/s |                                                           |
| I/O               | Audio                                       | Connettore Jack da 3,5 mm | Connettore Jack da 3,5 mm | Connettore Jack da 3,5 mm | Connettore Jack da 3,5 mm | Connettore Jack da 3,5 mm | Connettore Jack da 3,5 mm |                                                           |
| I/O               | Uscita video                                | DisplayPort 1.2 tramite USB-C (max. 4096 × 2304 a 48 Hz o 3840 × 2160 a 60 Hz)                                                                                         | DisplayPort 1.2 tramite USB-C (max. 4096 × 2304 a 48 Hz o 3840 × 2160 a 60 Hz)                                                                                         | DisplayPort 1.2 tramite USB-C (max. 4096 × 2304 a 60 Hz) | DisplayPort 1.2 tramite USB-C (max. 4096 × 2304 a 60 Hz) | DisplayPort 1.2 tramite USB-C (max. 4096 × 2304 a 60 Hz) | DisplayPort 1.2 tramite USB-C (max. 4096 × 2304 a 60 Hz) |                                                           |
| I/O               | Tastiera                                    | meccanismo a farfalla | meccanismo a farfalla | meccanismo a farfalla | meccanismo a farfalla | meccanismo a farfalla di seconda generazione | meccanismo a farfalla di seconda generazione |                                                           |
| Alimentazione     | Alimentazione                               | Batteria da 39,7 Wh Alimentatore USB-C da 29 W | Batteria da 39,7 Wh Alimentatore USB-C da 29 W | Batteria da 41,4 Wh Alimentatore USB-C da 29 W | Batteria da 41,4 Wh Alimentatore USB-C da 29 W | Batteria da 41,4 Wh Alimentatore USB-C da 29 W | Batteria da 41,4 Wh Alimentatore USB-C da 29 W |                                                           |
| Aspetto           | Peso                                        | 0,92 kg (2,03 lb) | 0,92 kg (2,03 lb) | 0,92 kg (2,03 lb) | 0,92 kg (2,03 lb) | 0,92 kg (2,03 lb) | 0,92 kg (2,03 lb) |                                                           |
| Aspetto           | Dimensioni (lunghezza × altezza × spessore) | 280.42 mm × 196.60 mm × 3.56 mm–13.21 mm (11.04 in × 7.74 in × 0.14 in–0.52 in)                                                                                        | 280.42 mm × 196.60 mm × 3.56 mm–13.21 mm (11.04 in × 7.74 in × 0.14 in–0.52 in)                                                                                        | 280.42 mm × 196.60 mm × 3.56 mm–13.21 mm (11.04 in × 7.74 in × 0.14 in–0.52 in)                                                                                        | 280.42 mm × 196.60 mm × 3.56 mm–13.21 mm (11.04 in × 7.74 in × 0.14 in–0.52 in)                                                                                        | 280.42 mm × 196.60 mm × 3.56 mm–13.21 mm (11.04 in × 7.74 in × 0.14 in–0.52 in) | 280.42 mm × 196.60 mm × 3.56 mm–13.21 mm (11.04 in × 7.74 in × 0.14 in–0.52 in)                                                                                        |                                                           |
| Aspetto           | Colorazioni                                 | Grigio siderale, Argento, Oro | Grigio siderale, Argento, Oro | Grigio siderale, Argento, Oro, Oro rosa | Grigio siderale, Argento, Oro, Oro rosa | Grigio siderale, Argento, Oro, Oro rosa; nel 2018, Oro rosa e Oro (originali) sono state sostituite da una nuova Oro                                                                     | Grigio siderale, Argento, Oro, Oro rosa; nel 2018, Oro rosa e Oro (originali) sono state sostituite da una nuova Oro                                                   |                                                           |
| Sistema operativo | Di serie                                    | OS X 10.10 Yosemite | OS X 10.10 Yosemite | OS X 10.11 El Capitan | OS X 10.11 El Capitan | macOS 10.12 Sierra | macOS 10.12 Sierra |                                                           |
| Sistema operativo | Corrente                                    | macOS 11 Big Sur | macOS 11 Big Sur | macOS 12 Monterey | macOS 12 Monterey | macOS 13 Ventura | macOS 13 Ventura |                                                           |

## Compatibilità

### macOS
| Versione          | Modello     | Modello     | Modello |
| Versione          | Inizio 2015 | Inizio 2016 | 2017    |
| ----------------- | ----------- | ----------- | ------- |
| 10.10 Yosemite    | 10.10.3     | N.D.        | N.D.    |
| 10.11 El Capitan  | Yes         | 10.11.4     | N.D.    |
| 10.12 Sierra      | Yes         | Yes         | 10.12.5 |
| 10.13 High Sierra | Yes         | Yes         | Yes     |
| 10.14 Mojave      | Yes         | Yes         | Yes     |
| 10.15 Catalina    | Yes         | Yes         | Yes     |
| 11 Big Sur        | Yes         | Yes         | Yes     |
| 12 Monterey       | [ 39 ]      | Yes         | Yes     |
| 13 Ventura        | [ 39 ]      | [ 39 ]      | Yes     |
| 14 Sonoma         | [ 39 ]      | [ 39 ]      | [ 39 ]  |

### Windows
| Versione | Modello   | Modello |
| Versione | 2015–2016 | 2017    |
| -------- | --------- | ------- |
| 8        | Yes       | N.D.    |
| 8.1      | Yes       | N.D.    |
| 10       | Yes       | Yes     |